# Dicranomyia kernensis
Dicranomyia kernensis är en tvåvingeart som först beskrevs av Alexander 1966.  Dicranomyia kernensis ingår i släktet Dicranomyia och familjen småharkrankar. Inga underarter finns listade i Catalogue of Life.